# Автоматическая идентификационная система

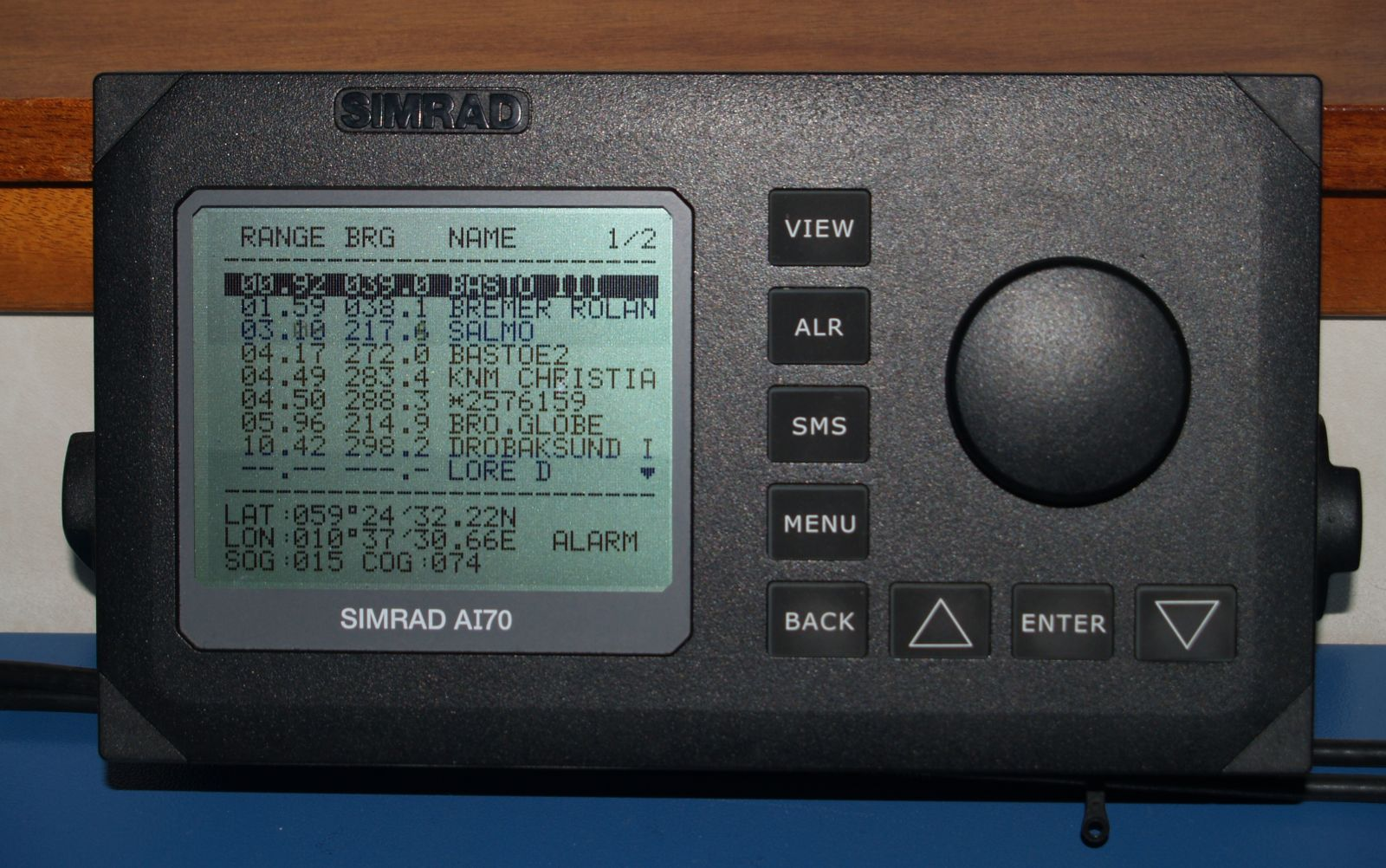
Дисплей судовой АИС (Класс А)

АИС (Автоматическая идентификационная система, (англ. AIS Automatic Identification System) — система в судоходстве, служащая для идентификации судов, их габаритов, курса и для использования средствами подвижной и фиксированной служб гражданского назначения .
В последнее время появилась тенденция трактовать АИС как Автоматическая информационная система, (англ. AIS Automatic Information System), что связано с расширением функциональности системы по сравнению с обычной задачей идентификации судов.
В соответствии с Конвенцией SOLAS 74/88 является обязательным для судов валовой вместимостью свыше 300 м³, совершающих международные рейсы, судов валовой вместимостью 500 м³ и более, не совершающих международные рейсы, и всех пассажирских судов. Суда и яхты с меньшим водоизмещением могут быть оборудованы прибором класса Б. Отправка осуществляется на международных каналах связи AIS 1 и AIS 2 в протоколе SOTDMA (англ. Self Organising Time Division Multiple Access). Применяется частотная модуляция с манипуляцией GMSK.

## Назначение
АИС предназначена для повышения уровня безопасности мореплавания, эффективности судовождения и эксплуатации центра управления движением судов (ЦУДС), защиты окружающей среды, обеспечивая выполнение следующих функций:
- как средство предупреждения столкновений в режиме судно-судно;
- как средство получения компетентными береговыми службами информации о судне и грузе;
- как инструмент ЦУДС в режиме судно-берег для управления движением судов;
- как средство мониторинга и слежения за судами, а также в операциях по поиску и спасанию (SAR).

## Компоненты АИС
АИС система включает в себя следующие компоненты:
- один-два УКВ приёмника,
- приёмник глобальной спутниковой навигации (например, GPS, ГЛОНАСС). Для судов под российским флагом, модуль ГЛОНАСС в приборе АИС строго обязателен и является главным источником координат. GPS — вспомогательным и может браться от приёмника GPS по протоколу NMEA;
- модулятор/демодулятор (преобразователь аналоговых данных в цифровые и наоборот),
- контроллер на основе микропроцессора
- оборудование ввода-вывода информации на элементы управления

## Принцип действия АИС

Принцип действия АИС

Действие АИС основано на приёме  сообщений в УКВ-диапазоне. Система АИС работает на более длинных волнах, чем радары, что позволяет производить обмен информацией не только на прямых расстояниях, но и местности, имеющей препятствия в виде не очень больших объектов, а также при плохих погодных условиях. Хотя достаточно одного радиоканала, некоторые АИС системы  получают по двум радиоканалам для того, чтобы избежать проблем интерференции и не нарушать коммуникацию других объектов.
Сообщения АИС могут содержать:
- идентификационную информацию об объекте,
- информацию о состоянии объекта, получаемую автоматически с элементов управления объектом (в том числе с некоторых электрорадионавигационных приборов),
- информацию о географических и временной координатах, которые АИС получает от глобальной навигационной спутниковой системы,
- информацию, вводимую вручную обслуживающим персоналом объекта (связанные с безопасностью).

Предусмотрена  дополнительная текстовой информации между терминалами АИС (пейджинг). Такая информации возможна как в адрес всех терминалов в радиусе действия, так и одному определённому терминалу.
Скорость  цифровой информации в канале АИС выбрана 9600 бит/с.
Работа каждой станции АИС (мобильной или базовой) жёстко синхронизирована по времени UTC с погрешностью не более 10 мкс от встроенного приёмника ГНСС (в РФ по сигналам комбинированного приёмника ГНСС ГЛОНАСС/GPS). Для информации используются непрерывно повторяющиеся кадры длительностью 1 минута, которые разбиваются на 2250 слотов (временных интервалов) длительностью по 26,67 мс.
Для текста используется 6-битовые коды ASCII.
Отображение информации об окружающей обстановке у современных АИС возможно в 2 режимах — как текстовом в виде таблицы с перечнем расположенных рядом судов и их данных, так и в виде упрощённой схематической карты, с изображением взаимного расположения судов и расстояний до них (рассчитывается автоматически по географическим координатам.) АИС входит в перечень оборудования, обеспечиваемого бесперебойным питанием от аккумуляторов в обязательном порядке.

## Структура сообщения

### Статическая информация
- Номер MMSI
- Номер Международной морской организации (IMO)
- Радиопозывной и название плавучего средства
- Габариты
- Тип плавучего средства
- Данные о месте антенны (от ГНСС Глонасс или GPS)

Данные обновляются каждые 6 минут

### Динамическая информация
- Местоположение (широта и долгота)
- Время (UTC)
- Возраст информации (как давно обновлялась)
- Курс истинный (относительно грунта), курсовой угол
- Скорость истинная
- Угол крена, дифферента
- Угол килевой качки
- Угловая скорость поворота
- Навигационный статус (к примеру: Лишен возможности управляться или Ограничен в возможности маневрировать)

и прочая информация от репитеров и датчиков электрорадионавигационных приборов и систем

### Рейсовая информация
- Пункт назначения
- Время прибытия (ЕТА)
- Осадка судна
- Информация о грузе (класс/категория груза)
- Количество людей на борту
- Сообщения для предупреждения и обеспечения безопасности грузоперевозки

Пропускная способность каждого канала — до 2000 сообщений в минуту.

## Интервалы обновления сообщений
В АИС приняты следующие типы сообщений и интервалы их обновления:
| Вид информации                                     |
| -------------------------------------------------- |
| Статическая информация                             |
| Динамическая информация                            |
| Информация о рейсе                                 |
| Сообщения, относящиеся к безопасности мореплавания |

| Судно на якоре или в процессе швартовки, перемещающееся со скоростью не более 3 узлов | 3 минуты      |
| Судно на якоре или в процессе швартовки, перемещающееся со скоростью более 3 узлов    | 10 секунд     |
| Суда, идущие со скоростью до 14 узлов                                                 | 3 — 10 секунд |
| от 14 до 23 узлов                                                                     | 2 — 6 секунд  |
| свыше 23 узлов                                                                        | 2 секунды     |
| Спортивные плавсредства                                                               | 30 секунд     |

## Спуфинг (Spoofing)
Спуфингом называется подмена, фальсификация передаваемых данных. С 2020 года появились случаи передачи ложных координат гражданских судов  и военных кораблей в автоматическую идентификационную систему, а так же подделка координат судов и кораблей.

## АСОД (VDES)
Автоматическая система обмена данными (АСОД), (англ. VHF Data Exchange System (VDES)) - развитие АИС, обеспечивающее в 32 раза большую полосу пропускания. Основными задачами этой системы является непрерывное информационное обеспечение вождения судов (вплоть до обеспечения безэкипажного судовождения), а также автоматическая передача требуемой морскими регламентами информации между судами и береговыми службами. Необходимость создания и внедрения АСОД возникла из-за того, что при одновременном нахождении в одном районе большого количества судов и повышения плотности их трафика надёжность и дальность действия АИС существенно снижается, а требуемая частота обновления сообщений перестаёт выдерживаться и становится всё более случайной. В спецификации МСЭ M.2092 определена работа АСОД на дополнительных по отношению к АИС частотах с более эффективным их использованием. При внедрении АСОД обеспечивается совместимость с АИС, которая становится компонентом новой системы. Для обмена сообщениями в АСОД используются не только земные средства, но и спутниковый сегмент, включающий специально сконструированные аппараты на низких орбитах, что позволяет значительно увеличить зону доступности услуг.

### Нормативные документы
- IEC 62320-1:2009 Оборудование и системы морской навигации и радиосвязи. Автоматические системы идентификации (AIS).
- IEC 61993-2(2001-12) Maritime navigation and radiocommunication equipment and systems — Automatic identification systems (AIS)
- Резолюция ИМО MSC.43(64) «Руководство и критерии к системам судовых сообщений».
- Резолюция ИМО MSC.74(69) Приложение 3 «Рекомендации по эксплуатационным требованиям к универсальной судовой АИС».
- Резолюция ИМО MSC.74(69) «Эксплуатационные требования к комбинированному судовому приёмному оборудованию системы ГЛОНАСС/GPS».
- Стандарт МЭК 61993-2 Часть 2 «Судовое оборудование универсальной автоматической идентификационной системы (АИС) класса А. Технические и эксплуатационные требования, методы и требуемые результаты испытаний».
- Стандарт МЭК 61993-1 «Судовые автоматические устройства, использующие режим ЦИВ в УКВ диапазоне морской подвижной службы».
- Рекомендации МСЭ-Р М.1371-1 «Технические характеристики универсальной судовой автоматической идентификационной системы (АИС), использующей множественный доступ с временным разделением в УКВ полосе частот морской подвижной службы».
- Резолюция ИМО А.917(22) "Руководство по использованию судовой АИС.